# Lonchocarpus subulidentatus
Lonchocarpus subulidentatus är en ärtväxtart som beskrevs av Buttner. Lonchocarpus subulidentatus ingår i släktet Lonchocarpus och familjen ärtväxter. Inga underarter finns listade i Catalogue of Life.